# Pallavolo Scandicci Savino Del Bene 2013-2014
Questa voce raccoglie le informazioni riguardanti la Pallavolo Scandicci Savino Del Bene nelle competizioni ufficiali della stagione 2013-2014.

## Stagione
La stagione 2013-14 è per la Pallavolo Scandicci Savino Del Bene, sponsorizzata dal Savino Del Bene, la prima in Serie A2, dopo il ripescaggio dalla Serie B1, a causa della rinuncia di partecipazione di alcune squadre; come allenatore arriva Marco Botti, mentre la rosa è completamente modificata se si eccettuano le uniche conferme di Silvia De Fonzo e Ottavia Agresti: tra i nuovi arrivi quelli di Chiara Lapi, Veronica Taborelli, Marilyn Strobbe, Fiamma Mazzini, Caterina Fanzini e le straniere Iga Chojnacka e Deborah van Daelen, quest'ultima arrivata a campionato in corso.
Il campionato si apre con una sconfitta per 3-0 contro il Promoball Volleyball Flero, a cui fanno seguito due vittorie consecutive: dopo quattro stop di fila, la squadra toscana torna al successo nell'ottava giornata sul Volley Towers; le ultime gare del girone di andata vedono alternarsi risultati positivi a negativi, che portano il club all'ottavo posto in classifica, utile per essere ripescato nella Coppa Italia di Serie A2. Il girone di ritorno porta maggiori soddisfazioni alla Pallavolo Scandicci Savino Del Bene: viene infatti sconfitta quattro volte, chiudendo la regular season al quinto posto. Nei quarti di finale dei play-off promozione incontra la Pallavolo Villanterio: la formazione di Scandicci vince la gara di andata ma perde quella ritorno, riuscendo comunque a qualificarsi per la fase successiva avendo conquistato più punti tra quelli assegnati dalle due sfide; viene poi eliminata nelle semifinali a seguito del doppio insuccesso contro la squadra di San Casciano in Val di Pesa.
Tutte le squadre partecipanti alla Serie A2 2013-14 sono di diritto qualificate alla Coppa Italia di Serie A2; la Pallavolo Scandicci Savino Del Bene viene eliminata negli ottavi di finale dall'Azzurra Volley San Casciano, pur vincendo la gara di ritorno, conquistando però un minor numero di set: accede tuttavia ai quarti di finale ripescata grazie al buon posizionamento al termine del girone di andata del campionato, ma anche in questo caso viene eliminata, con due sconfitte, dal club di Flero.

## Organigramma societario
Area direttiva
- Presidente: Donella Somigli
- Consigliere: Andrea Cini, Lorenzo Francalanci, Luciano Casini, Riccardo Mannini

Area organizzativa
- Responsabile: Giancarlo Poggi
- Viceresponsabile: Marco Visi
- Direttore sportivo: Marco Visi

Area tecnica
- Allenatore: Marco Botti
- Allenatore in seconda: Svetlana Korytova
- Scout man: Fabio Biffi
- Assistente allenatore: Luigi Ciampa

Area comunicazione
- Area comunicazione: Lorenzo Pastelli
- Webmaster: Lorenzo Pastelli

Area sanitaria
- Medico: Jacopo Giuliattini
- Preparatore atletico: Diego Alpi
- Fisioterapista: Fulvia Stanghelli, Alessandro Rocchini

## Rosa
| N° | Nome                | Ruolo | Data di nascita  | Nazionalità sportiva |
| -- | ------------------- | ----- | ---------------- | -------------------- |
| 1  | Marilyn Strobbe     | C     | 11 febbraio 1989 | Italia               |
| 2  | Barbara Bacciottini | P     | 28 luglio 1994   | Italia               |
| 3  | Valentina Rania     | S     | 24 marzo 1985    | Italia               |
| 4  | Silvia De Fonzo     | C     | 24 maggio 1983   | Italia               |
| 5  | Caterina Fanzini    | S/O   | 12 agosto 1985   | Italia               |
| 7  | Fiamma Mazzini      | P     | 9 novembre 1989  | Italia               |
| 8  | Silvia Lussana      | L     | 30 ottobre 1988  | Italia               |
| 9  | Ottavia Agresti     | L     | 12 aprile 1985   | Italia               |
| 10 | Iga Chojnacka       | S     | 21 aprile 1994   | Polonia              |
| 11 | Emanuela Fiore      | S     | 25 ottobre 1986  | Italia               |
| 11 | Deborah van Daelen  | S/O   | 24 marzo 1989    | Paesi Bassi          |
| 12 | Stefania Corna      | P     | 5 novembre 1990  | Italia               |
| 14 | Serena Moneta       | S     | 17 dicembre 1990 | Italia               |
| 16 | Veronica Taborelli  | S     | 22 marzo 1994    | Italia               |
| 18 | Chiara Lapi         | C     | 3 marzo 1991     | Italia               |

## Mercato
| Acquisti | Acquisti            | Acquisti       | Acquisti   |
| R.       | Nome                | da             | Modalità   |
| -------- | ------------------- | -------------- | ---------- |
| P        | Barbara Bacciottini | Flero          | definitivo |
| S        | Iga Chojnacka       | Legionovia     | definitivo |
| P        | Stefania Corna      | Flero          | definitivo |
| S/O      | Caterina Fanzini    | Potsdam        | definitivo |
| S        | Emanuela Fiore      | IHF            | definitivo |
| C        | Chiara Lapi         | Forlì Bologna  | definitivo |
| L        | Silvia Lussana      | San Casciano   | definitivo |
| P        | Fiamma Mazzini      | San Casciano   | definitivo |
| S        | Serena Moneta       | Ornavasso      | definitivo |
| S        | Valentina Rania     | Terre Verdiane | definitivo |
| C        | Marilyn Strobbe     | Antares        | definitivo |
| S        | Veronica Taborelli  | Busto Arsizio  | definitivo |
| S/O      | Deborah van Daelen  | MTV Stoccarda  | definitivo |

| Cessioni | Cessioni            | Cessioni        | Cessioni   |
| R.       | Nome                | a               | Modalità   |
| -------- | ------------------- | --------------- | ---------- |
| P        | Barbara Bacciottini | Ornavasso       | definitivo |
| S        | Emanuela Fiore      | VolAlto Caserta | definitivo |

## Risultati

### Serie A2

#### Girone di andata
| 1ª giornata - 20 ottobre 2013 PalaGeorge, Montichiari            | Flero           | 3 - 0 | Savino Del Bene | 30-28, 25-9, 25-22                |
| 2ª giornata - 27 ottobre 2013 Palazzetto dello Sport, Scandicci  | Savino Del Bene | 3 - 2 | Pavia           | 25-22, 19-25, 25-21, 25-27, 15-8  |
| 3ª giornata - 3 novembre 2013 PalaResia, Bolzano                 | Neruda          | 0 - 3 | Savino Del Bene | 20-25, 19-25, 20-25               |
| 4ª giornata - 24 novembre 2013 Palazzetto dello Sport, Monza     | Pro Victoria    | 3 - 2 | Savino Del Bene | 25-20, 25-14, 16-25, 23-25, 16-14 |
| 5ª giornata - 1º dicembre 2013 Palazzetto dello Sport, Scandicci | Savino Del Bene | 1 - 3 | San Casciano    | 17-25, 24-26, 25-19, 21-25        |
| 6ª giornata - 8 dicembre 2013 PalaRivalta, Reggio nell'Emilia    | Cadelbosco      | 3 - 2 | Savino Del Bene | 17-25, 25-17, 16-25, 25-15, 15-12 |
| 7ª giornata - 15 dicembre 2013 Palazzetto dello Sport, Scandicci | Savino Del Bene | 2 - 3 | Antares         | 25-15, 18-25, 18-25, 25-19, 6-15  |
| 8ª giornata - 22 dicembre 2013 PalaCampagnola, Schio             | Towers          | 1 - 3 | Savino Del Bene | 25-23, 20-25, 17-25, 15-25        |
| 9ª giornata - 26 dicembre 2013 Palazzetto dello Sport, Scandicci | Savino Del Bene | 1 - 3 | Beng Rovigo     | 22-25, 25-14, 25-27, 22-25        |
| 10ª giornata - 6 gennaio 2014 Palazzetto dello Sport, Scandicci  | Savino Del Bene | 3 - 1 | New Libertas    | 25-18, 29-27, 23-25, 25-16        |
| 11ª giornata - 12 gennaio 2014 PalaScoppa, Soverato              | Soverato        | 3 - 0 | Savino Del Bene | 25-15, 25-18, 25-19               |

#### Girone di ritorno
| 12ª giornata - 26 gennaio 2014 Palazzetto dello Sport, Scandicci  | Savino Del Bene | 3 - 0 | Flero           | 25-22, 25-22, 25-23              |
| 13ª giornata - 1º febbraio 2014 PalaRavizza, Pavia                | Pavia           | 0 - 3 | Savino Del Bene | 23-25, 22-25, 24-26              |
| 14ª giornata - 9 febbraio 2014 Palazzetto dello Sport, Scandicci  | Savino Del Bene | 3 - 0 | Neruda          | 25-15, 25-18, 25-22              |
| 15ª giornata - 16 febbraio 2014 Palazzetto dello Sport, Scandicci | Savino Del Bene | 3 - 2 | Pro Victoria    | 25-23, 13-25, 25-22, 21-25, 15-8 |
| 16ª giornata - 2 marzo 2014 Palazzetto dello Sport, San Casciano  | San Casciano    | 3 - 0 | Savino Del Bene | 25-16, 25-22, 25-21              |
| 17ª giornata - 9 marzo 2014 Palazzetto dello Sport, Scandicci     | Savino Del Bene | 3 - 0 | Cadelbosco      | 26-24, 25-22, 25-22              |
| 18ª giornata - 16 marzo 2014 PalaPozzillo, Sala Consilina         | Antares         | 1 - 3 | Savino Del Bene | 25-21, 19-25, 18-25, 18-25       |
| 19ª giornata - 23 marzo 2014 Palazzetto dello Sport, Scandicci    | Savino Del Bene | 1 - 3 | Towers          | 17-25, 25-19, 17-25, 17-25       |
| 20ª giornata - 30 marzo 2014 Palazzetto dello Sport, Rovigo       | Beng Rovigo     | 3 - 0 | Savino Del Bene | 25-23, 25-17, 25-22              |
| 21ª giornata - 6 aprile 2014 PalaPuca, Sant'Antimo                | New Libertas    | 3 - 0 | Savino Del Bene | 27-25, 25-19, 25-23              |
| 22ª giornata - 13 aprile 2014 Palazzetto dello Sport, Scandicci   | Savino Del Bene | 3 - 0 | Soverato        | 25-15, 25-14, 25-19              |

#### Play-off promozione
| Quarti di finale (gara 1) - 16 aprile 2014 PalaRavizza, Pavia                | Pavia           | 0 - 3 | Savino Del Bene | 23-25, 18-25, 15-25               |
| Quarti di finale (gara 2) - 19 aprile 2014 Palazzetto dello Sport, Scandicci | Savino Del Bene | 2 - 3 | Pavia           | 25-23, 25-21, 21-25, 22-25, 13-15 |
| Semifinali (gara 1) - 27 aprile 2014 Palazzetto dello Sport, San Casciano    | San Casciano    | 3 - 0 | Savino Del Bene | 25-20, 25-14, 25-16               |
| Semifinali (gara 2) - 1º maggio 2014 Palazzetto dello Sport, Scandicci       | Savino Del Bene | 1 - 3 | San Casciano    | 25-18, 25-27, 15-25, 19-25        |

### Coppa Italia di Serie A2

#### Fase a eliminazione diretta
| Ottavi di finale (andata) - 10 novembre 2013 Palazzetto dello Sport, Scandicci     | Savino Del Bene | 0 - 3 | San Casciano    | 18-25, 31-33, 20-25               |
| Ottavi di finale (ritorno) - 17 novembre 2013 Palazzetto dello Sport, San Casciano | San Casciano    | 2 - 3 | Savino Del Bene | 25-20, 25-12, 20-25, 19-25, 13-15 |
| Quarti di finale (andata) - 19 gennaio 2014 Palazzetto dello Sport, Scandicci      | Savino Del Bene | 2 - 3 | Flero           | 21-25, 25-21, 25-20, 18-25, 10-15 |
| Quarti di finale (ritorno) - 22 gennaio 2014 PalaGeorge, Montichiari               | Flero           | 3 - 0 | Savino Del Bene | 25-20, 25-17, 25-17               |

## Statistiche

### Statistiche di squadra
| Competizione             | Punti | In casa | In casa | In casa | In trasferta | In trasferta | In trasferta | Totale | Totale | Totale |
| Competizione             | Punti | G       | V       | P       | G            | V            | P            | G      | V      | P      |
| ------------------------ | ----- | ------- | ------- | ------- | ------------ | ------------ | ------------ | ------ | ------ | ------ |
| Serie A2                 | 34    | 13      | 7       | 6       | 13           | 5            | 8            | 26     | 12     | 14     |
| Coppa Italia di Serie A2 | -     | 2       | 0       | 2       | 2            | 1            | 1            | 4      | 1      | 3      |
| Totale                   | -     | 15      | 7       | 8       | 15           | 6            | 9            | 30     | 13     | 17     |

G = partite giocate; V = partite vinte; P = partite perse

### Statistiche dei giocatori
| Giocatore      | Serie A2 | Serie A2 | Serie A2 | Serie A2 | Serie A2 | Coppa Italia di Serie A2 | Coppa Italia di Serie A2 | Coppa Italia di Serie A2 | Coppa Italia di Serie A2 | Coppa Italia di Serie A2 | Totale | Totale | Totale | Totale | Totale |
| Giocatore      | P        | PT       | AV       | MV       | BV       | P                        | PT                       | AV                       | MV                       | BV                       | P      | PT     | AV     | MV     | BV     |
| -------------- | -------- | -------- | -------- | -------- | -------- | ------------------------ | ------------------------ | ------------------------ | ------------------------ | ------------------------ | ------ | ------ | ------ | ------ | ------ |
| O. Agresti     | 21       | 1        | ?        | ?        | ?        | 4                        | 3                        | 0                        | 0                        | 3                        | 25     | 4      | ?      | ?      | ?      |
| B. Bacciottini | 5        | 1        | ?        | ?        | ?        | 2                        | 0                        | 0                        | 0                        | 0                        | 7      | 1      | ?      | ?      | ?      |
| I. Chojnacka   | 18       | 121      | ?        | ?        | ?        | 4                        | 42                       | 35                       | 7                        | 0                        | 22     | 163    | ?      | ?      | ?      |
| S. Corna       | 12       | 19       | ?        | ?        | ?        | 2                        | 1                        | 1                        | 0                        | 0                        | 14     | 20     | ?      | ?      | ?      |
| S. De Fonzo    | 24       | 42       | ?        | ?        | ?        | 4                        | 10                       | 7                        | 0                        | 3                        | 28     | 52     | ?      | ?      | ?      |
| C. Fanzini     | 9        | 14       | ?        | ?        | ?        | 2                        | 0                        | 0                        | 0                        | 0                        | 11     | 16     | ?      | ?      | ?      |
| E. Fiore       | 11       | 76       | ?        | ?        | ?        | 3                        | 13                       | 13                       | 0                        | 0                        | 14     | 89     | ?      | ?      | ?      |
| C. Lapi        | 26       | 228      | ?        | ?        | ?        | 4                        | 30                       | 19                       | 10                       | 1                        | 30     | 258    | ?      | ?      | ?      |
| S. Lussana     | 25       | -        | -        | -        | -        | 4                        | -                        | -                        | -                        | -                        | 29     | -      | -      | -      | -      |
| F. Mazzini     | 26       | 28       | ?        | ?        | ?        | 4                        | 6                        | 2                        | 2                        | 2                        | 30     | 34     | ?      | ?      | ?      |
| S. Moneta      | 16       | 145      | ?        | ?        | ?        | 2                        | 26                       | 21                       | 3                        | 2                        | 18     | 171    | ?      | ?      | ?      |
| V. Rania       | 25       | 195      | ?        | ?        | ?        | 4                        | 19                       | 17                       | 2                        | 0                        | 29     | 214    | ?      | ?      | ?      |
| M Strobbe      | 26       | 288      | ?        | ?        | ?        | 4                        | 38                       | 27                       | 9                        | 2                        | 30     | 326    | ?      | ?      | ?      |
| V. Taborelli   | 23       | 295      | ?        | ?        | ?        | 4                        | 46                       | 43                       | 2                        | 1                        | 27     | 341    | ?      | ?      | ?      |
| D. van Daelen  | 6        | 68       | ?        | ?        | ?        | -                        | -                        | -                        | -                        | -                        | 6      | 68     | ?      | ?      | ?      |

P = presenze; PT = punti totali; AV = attacchi vincenti; MV = muri vincenti; BV = battute vincenti